# Élections municipales de 2021 dans Le Granit
Pour un article plus général, voir Élections municipales de 2021 en Estrie.
Cet article concerne les élections municipales de 2021 en Estrie dans la municipalité régionale de comté de Le Granit.

## Audet
|             | Élection (2017)                                                                                   | Dissolution (2021)                                                                               | Élection (2021)                                                                            |
| Maire       | Jean-Marc Grondin                                                                                 | Jean-Marc Grondin                                                                                | Danièle Provencher                                                                         |
| Conseillers | Danièle Provencher Caroline Gaboury Germain Fortin André Béliveau Jean-Yves Nadeau Michel Rhéaume | Danièle Provencher Benoit Quirion Germain Fortin André Béliveau Jean-Yves Nadeau Jean-Marc Leduc | Marthe Bélanger Benoit Quirion Germain Fortin André Béliveau Stéphane Leblanc Daniel Coutu |

| Taux de participation :                | Taux de participation :                | Taux de participation :                | Taux de participation :                | Taux de participation :                | 46,1 % |
| Nombre de votes valides :              | Nombre de votes valides :              | Nombre de votes valides :              | Nombre de votes valides :              | Nombre de votes valides :              | 244    |
| Nombre de votes rejetées à la mairie : | Nombre de votes rejetées à la mairie : | Nombre de votes rejetées à la mairie : | Nombre de votes rejetées à la mairie : | Nombre de votes rejetées à la mairie : | 5      |
| Nombre d'électeurs inscrits :          | Nombre d'électeurs inscrits :          | Nombre d'électeurs inscrits :          | Nombre d'électeurs inscrits :          | Nombre d'électeurs inscrits :          | 540    |

| Candidats pour la mairie                       | Vote | %     |
| ---------------------------------------------- | ---- | ----- |
| Danièle Provencher (Sortante d'un autre poste) | 137  | 56,15 |
| Jean-Marc Leduc (Sortant d'un autre poste)     | 107  | 43,85 |

| Candidats conseiller #1 | Vote            | %               |
| ----------------------- | --------------- | --------------- |
| Marthe Bélanger         | Sans opposition | Sans opposition |

| Candidats conseiller #2  | Vote            | %               |
| ------------------------ | --------------- | --------------- |
| Benoit Quirion (Sortant) | Sans opposition | Sans opposition |

| Candidats conseiller #3  | Vote            | %               |
| ------------------------ | --------------- | --------------- |
| Germain Fortin (Sortant) | Sans opposition | Sans opposition |

| Candidats conseiller #4  | Vote            | %               |
| ------------------------ | --------------- | --------------- |
| André Béliveau (Sortant) | Sans opposition | Sans opposition |

| Candidats conseiller #5 | Vote            | %               |
| ----------------------- | --------------- | --------------- |
| Stéphane Leblanc        | Sans opposition | Sans opposition |

| Candidats conseiller #6 | Vote            | %               |
| ----------------------- | --------------- | --------------- |
| Daniel Coutu            | Sans opposition | Sans opposition |

- Démission de Daniel Coutu, conseiller #6, le 24 mai 2022[1].

- Élection de Byanca Bouffard au poste de conseillère #6 le 2 octobre 2022[2],[3].

| Candidats conseiller #6 | Vote      | %     |
| ----------------------- | --------- | ----- |
| Byanca Bouffard         | 131       | 58,22 |
| Liliano D'Agosto        | 94        | 41,78 |
| Bulletin rejeté         | 1         |       |
| Taux de participation   | 226 / 542 | 41,70 |

- Démission de Benoît Quirion, conseiller #2, le 23 janvier 2023[4].

- Élection sans opposition de Samuel Bédard au poste de conseiller #2le 7 mai 2023[5],[6].

| Candidats conseiller #2 | Vote            | %               |
| ----------------------- | --------------- | --------------- |
| Samuel Bédard           | Sans opposition | Sans opposition |

## Frontenac
|             | Élection (2017)                                                                          | Dissolution (2021)                                                                       | Élection (2021)                                                                     |
| Maire       | Gaby Gendron                                                                             | Gaby Gendron                                                                             | Gaby Gendron                                                                        |
| Conseillers | Lucie Boulanger Mélanie Martineau René Pépin Bianca Boulanger Simon Couture Marcel Pépin | Lucie Boulanger Mélanie Martineau René Pépin Bianca Boulanger Simon Couture Marcel Pépin | Lucie Boulanger Mélanie Martineau René Pépin Sonya Provost Andy Maheux Marcel Pépin |

| Candidats pour la mairie | Vote            | %               |
| ------------------------ | --------------- | --------------- |
| Gaby Gendron (Sortant)   | Sans opposition | Sans opposition |

| Candidats district #1      | Vote            | %               |
| -------------------------- | --------------- | --------------- |
| Lucie Boulanger (Sortante) | Sans opposition | Sans opposition |

| Candidats district #2        | Vote            | %               |
| ---------------------------- | --------------- | --------------- |
| Mélanie Martineau (Sortante) | Sans opposition | Sans opposition |

| Candidats district #3 | Vote            | %               |
| --------------------- | --------------- | --------------- |
| René Pépin (Sortant)  | Sans opposition | Sans opposition |

| Candidats district #4 | Vote            | %               |
| --------------------- | --------------- | --------------- |
| Sonya Provost         | Sans opposition | Sans opposition |

| Candidats district #5 | Vote            | %               |
| --------------------- | --------------- | --------------- |
| Andy Maheux           | Sans opposition | Sans opposition |

| Candidats district #6  | Vote            | %               |
| ---------------------- | --------------- | --------------- |
| Marcel Pépin (Sortant) | Sans opposition | Sans opposition |

## Lac-Drolet
|             | Élection (2017)                                                                        | Dissolution (2021)                                                            | Élection (2021)                                                                          |
| Maire       | Rock Couët                                                                             | Michel Ouellet                                                                | Michel Ouellet                                                                           |
| Conseillers | Jimmy Morin Martin Giguère Gaétan Gagnon Nathalie Harton Pascal Cliche Valentin Talbot | Jimmy Morin Martin Giguère Gaétan Gagnon Nathalie Harton Pascal Cliche Vacant | Issé Said Waïs Jean Proteau Pascal Cliche Nathalie Harton Pierre Dubé Alexandra Boisvert |

| Candidats pour la mairie | Vote            | %               |
| ------------------------ | --------------- | --------------- |
| Michel Ouellet (Sortant) | Sans opposition | Sans opposition |

| Candidats conseiller #1 | Vote            | %               |
| ----------------------- | --------------- | --------------- |
| Issé Said Waïs          | Sans opposition | Sans opposition |

| Candidats conseiller #2 | Vote            | %               |
| ----------------------- | --------------- | --------------- |
| Jean Proteau            | Sans opposition | Sans opposition |

| Candidats conseiller #3                  | Vote            | %               |
| ---------------------------------------- | --------------- | --------------- |
| Pascal Cliche (Sortant d'un autre poste) | Sans opposition | Sans opposition |

| Candidats conseiller #4    | Vote            | %               |
| -------------------------- | --------------- | --------------- |
| Nathalie Harton (Sortante) | Sans opposition | Sans opposition |

| Candidats conseiller #5 | Vote            | %               |
| ----------------------- | --------------- | --------------- |
| Pierre Dubé             | Sans opposition | Sans opposition |

| Candidats conseiller #6 | Vote            | %               |
| ----------------------- | --------------- | --------------- |
| Alexandra Boisvert      | Sans opposition | Sans opposition |

- Démission d'Issé Said Wais, conseiller #1, le 12 mai 2022[7].

- Démission de Pierre Dubé, conseiller #5, le 12 juillet 2022[8].

- Élection sans opposition de Marie Forcier au poste de conseillère #1 et de Maggie Lapointe au poste de conseillère #5 le 2 octobre 2022[9].

| Candidats conseiller #1 | Vote            | %               |
| ----------------------- | --------------- | --------------- |
| Marie Forcier           | Sans opposition | Sans opposition |

| Candidats conseiller #5 | Vote            | %               |
| ----------------------- | --------------- | --------------- |
| Maggie Lapointe         | Sans opposition | Sans opposition |

## Lambton
|             | Élection (2017)                                                                              | Dissolution (2021)                                                         | Élection (2021)                                                                              |
| Maire       | Ghislain Breton                                                                              | Ghislain Breton                                                            | Ghislain Breton                                                                              |
| Conseillers | Pierre Lemay Gilles Racine Steeve Fortier Nathalie Bélanger Pierre Ouellet Michel Lamontagne | Pierre Lemay Vacant Steeve Fortier Vacant Pierre Ouellet Michel Lamontagne | Pierre Lemay Fréderic Breton Roch Lachance Alain Villeneuve Pierre Couture Michel Lamontagne |

| Candidats pour la mairie  | Vote            | %               |
| ------------------------- | --------------- | --------------- |
| Ghislain Breton (Sortant) | Sans opposition | Sans opposition |

| Candidats conseiller #1 | Vote            | %               |
| ----------------------- | --------------- | --------------- |
| Pierre Lemay (Sortant)  | Sans opposition | Sans opposition |

| Candidats conseiller #2 | Vote            | %               |
| ----------------------- | --------------- | --------------- |
| Fréderic Breton         | Sans opposition | Sans opposition |

| Candidats conseiller #3 | Vote | %     |
| ----------------------- | ---- | ----- |
| Roch Lachance           | 382  | 56,68 |
| Yves Carmel             | 269  | 41,32 |

| Candidats conseiller #4 | Vote            | %               |
| ----------------------- | --------------- | --------------- |
| Alain Villeneuve        | Sans opposition | Sans opposition |

| Candidats conseiller #5 | Vote | %     |
| ----------------------- | ---- | ----- |
| Pierre Couture          | 329  | 50,77 |
| Madeleine Tanguay       | 319  | 49,23 |

| Candidats conseiller #6     | Vote            | %               |
| --------------------------- | --------------- | --------------- |
| Michel Lamontagne (Sortant) | Sans opposition | Sans opposition |

## Marston
|             | Élection (2017)                                                                   | Dissolution (2021)                                                    | Élection (2021)                                                          |
| Maire       | Claude Roy                                                                        | Claude Roy                                                            | Claude Roy                                                               |
| Conseillers | Paul Morin Isabelle Veilleux Jean Lavigne Yves Chouinard Esther Arguin Daniel Roy | Paul Morin Isabelle Veilleux Jean Lavigne David Roy Vacant Daniel Roy | Paul Morin Mario Bilodeau Jean Lavigne David Roy Katy Grenier Daniel Roy |

| Candidats pour la mairie | Vote            | %               |
| ------------------------ | --------------- | --------------- |
| Claude Roy (Sortant)     | Sans opposition | Sans opposition |

| Candidats conseiller #1 | Vote            | %               |
| ----------------------- | --------------- | --------------- |
| Paul Morin (Sortant)    | Sans opposition | Sans opposition |

| Candidats conseiller #2 | Vote | %     |
| ----------------------- | ---- | ----- |
| Mario Bilodeau          | 135  | 57,69 |
| Sabrina Parent          | 99   | 42,31 |

| Candidats conseiller #3 | Vote            | %               |
| ----------------------- | --------------- | --------------- |
| Jean Lavigne (Sortant)  | Sans opposition | Sans opposition |

| Candidats conseiller #4 | Vote            | %               |
| ----------------------- | --------------- | --------------- |
| David Roy (Sortant)     | Sans opposition | Sans opposition |

| Candidats conseiller #5 | Vote | %     |
| ----------------------- | ---- | ----- |
| Katy Grenier            | 124  | 53,22 |
| Sylvie Pépin            | 109  | 46,78 |

| Candidats conseiller #6 | Vote            | %               |
| ----------------------- | --------------- | --------------- |
| Daniel Roy (Sortant)    | Sans opposition | Sans opposition |

- Démission de Jean Lavigne, conseiller #3, déposée lors de la séance du 16 janvier 2023[10].

- Élection de Louis Gendron au poste de conseiller #3 le 12 mars 2023[11].

| Candidats conseiller #3 | Vote      | %     |
| ----------------------- | --------- | ----- |
| Louis Gendron           | 115       | 58,67 |
| Serge Pelletier         | 44        | 22,45 |
| Sylvie Pépin            | 37        | 18,88 |
| Bulletins rejetés       | 0         |       |
| Taux de participation   | 196 / 696 | 28,16 |

## Milan
|             | Élection (2017)                                                                                   | Dissolution (2021)                                                                                | Élection (2021)                                                                                     |
| Maire       | Jacques Bergeron                                                                                  | Jacques Bergeron                                                                                  | Jacques Bergeron                                                                                    |
| Conseillers | Bianka Côté Bernard Grenier Daniel La Boissière René Turcotte Douglas E. Mccaffery Linda Therrien | Bianka Côté Bernard Grenier Daniel La Boissière René Turcotte Douglas E. Mccaffery Linda Therrien | Bianka Côté Michel Rancourt Louiselle Gazaille Rouillard René Turcotte Francine Ross Linda Therrien |

| Candidats pour la mairie   | Vote            | %               |
| -------------------------- | --------------- | --------------- |
| Jacques Bergeron (Sortant) | Sans opposition | Sans opposition |

| Candidats conseiller #1 | Vote            | %               |
| ----------------------- | --------------- | --------------- |
| Bianka Côté (Sortante)  | Sans opposition | Sans opposition |

| Candidats conseiller #2   | Vote | %     |
| ------------------------- | ---- | ----- |
| Michel Rancourt           | 88   | 64,71 |
| Bernard Grenier (Sortant) | 48   | 35,29 |

| Candidats conseiller #3       | Vote | %     |
| ----------------------------- | ---- | ----- |
| Louiselle Gazaille Rouillard  | 70   | 51,85 |
| Daniel La Boissière (Sortant) | 65   | 48,15 |

| Candidats conseiller #4 | Vote            | %               |
| ----------------------- | --------------- | --------------- |
| René Turcotte (Sortant) | Sans opposition | Sans opposition |

| Candidats conseiller #5 | Vote | %     |
| ----------------------- | ---- | ----- |
| Francine Ross           | 91   | 67,41 |
| Claude Benoît           | 44   | 32,59 |

| Candidats conseiller #6   | Vote | %     |
| ------------------------- | ---- | ----- |
| Linda Therrien (Sortante) | 104  | 77,04 |
| Daniel Nadeau             | 31   | 22,96 |

## Nantes
|             | Élection (2017)                                                                          | Dissolution (2021)                                                                       | Élection (2021)                                                                           |
| Maire       | Jacques Breton                                                                           | Jacques Breton                                                                           | Daniel Gendron                                                                            |
| Conseillers | Bruneau Hébert Yvan Boucher Richard Grenier Yvan Arsenault Adrien Quirion Lynda Bouffard | Bruneau Hébert Yvan Boucher Richard Grenier Yvan Arsenault Adrien Quirion Lynda Bouffard | Danielle Boulet Sylvain Côté Richard Grenier Julie Rodrigue Daniel Poirier Lynda Bouffard |

| Taux de participation :                | Taux de participation :                | Taux de participation :                | Taux de participation :                | Taux de participation :                | 40,9 % |
| Nombre de votes valides :              | Nombre de votes valides :              | Nombre de votes valides :              | Nombre de votes valides :              | Nombre de votes valides :              | 475    |
| Nombre de votes rejetées à la mairie : | Nombre de votes rejetées à la mairie : | Nombre de votes rejetées à la mairie : | Nombre de votes rejetées à la mairie : | Nombre de votes rejetées à la mairie : | 1      |
| Nombre d'électeurs inscrits :          | Nombre d'électeurs inscrits :          | Nombre d'électeurs inscrits :          | Nombre d'électeurs inscrits :          | Nombre d'électeurs inscrits :          | 1 163  |

| Candidats pour la mairie | Vote | %     |
| ------------------------ | ---- | ----- |
| Daniel Gendron           | 295  | 62,11 |
| Jacques Breton (Sortant) | 180  | 37,89 |

| Candidats district #1    | Vote | %     |
| ------------------------ | ---- | ----- |
| Danielle Boulet          | 37   | 56,06 |
| Bruneau Hébert (Sortant) | 29   | 43,49 |

| Candidats district #2 | Vote            | %               |
| --------------------- | --------------- | --------------- |
| Sylvain Côté          | Sans opposition | Sans opposition |

| Candidats district #3     | Vote            | %               |
| ------------------------- | --------------- | --------------- |
| Richard Grenier (Sortant) | Sans opposition | Sans opposition |

| Candidats district #4 | Vote            | %               |
| --------------------- | --------------- | --------------- |
| Julie Rodrigue        | Sans opposition | Sans opposition |

| Candidats district #5 | Vote            | %               |
| --------------------- | --------------- | --------------- |
| Daniel Poirier        | Sans opposition | Sans opposition |

| Candidats district #6     | Vote            | %               |
| ------------------------- | --------------- | --------------- |
| Lynda Bouffard (Sortante) | Sans opposition | Sans opposition |

- Poste de conseiller #2 est déclaré vacant lors de la séance du 11 janvier 2022[12].

- Élection de Bruneau Hébert au poste de conseiller #2 le 20 mars 2022[13].

| Candidats district #2 | Vote     | %     |
| --------------------- | -------- | ----- |
| Bruneau Hébert        | 38       | 79,17 |
| Sylvain Gilbert       | 10       | 20,83 |
| Bulletins rejetés     | 0        |       |
| Taux de participation | 48 / 154 | 31,17 |

## Notre-Dame-des-Bois
|             | Élection (2017)                                                                               | Dissolution (2021)                                                                | Élection (2021)                                                                                 |
| Maire       | Yvan Goyette                                                                                  | Micheline Robert                                                                  | Dominic Boucher Paquette                                                                        |
| Conseillers | Micheline Robert Denis Fortier Rita Fortier Chantal Bouchard Alfred Jr. Beaudin Jean-Guy Noël | Vacant Gérard Doyon Rita Fortier Claude Granger Alfred Jr. Beaudin Marie Bourgoin | Julie Demers Lynda Pépin Gilles Lévesque Marc-André Vallières Catherine Deblois Nathalie Bérubé |

| Taux de participation :                | Taux de participation :                | Taux de participation :                | Taux de participation :                | Taux de participation :                | 36,1 % |
| Nombre de votes valides :              | Nombre de votes valides :              | Nombre de votes valides :              | Nombre de votes valides :              | Nombre de votes valides :              | 339    |
| Nombre de votes rejetées à la mairie : | Nombre de votes rejetées à la mairie : | Nombre de votes rejetées à la mairie : | Nombre de votes rejetées à la mairie : | Nombre de votes rejetées à la mairie : | 0      |
| Nombre d'électeurs inscrits :          | Nombre d'électeurs inscrits :          | Nombre d'électeurs inscrits :          | Nombre d'électeurs inscrits :          | Nombre d'électeurs inscrits :          | 940    |

| Partis | Partis             | Candidats pour la mairie | Vote | %     |
| ------ | ------------------ | ------------------------ | ---- | ----- |
|        | Équipe des Sommets | Dominic Boucher Paquette | 206  | 60,77 |
|        | Indépendant        | Mario Delongchamps       | 133  | 39,23 |

| Partis | Partis             | Candidats district #1 | Vote            | %               |
| ------ | ------------------ | --------------------- | --------------- | --------------- |
|        | Équipe des Sommets | Julie Demers          | Sans opposition | Sans opposition |

| Partis | Partis             | Candidats district #2 | Vote | %     |
| ------ | ------------------ | --------------------- | ---- | ----- |
|        | Indépendante       | Lynda Pépin           | 23   | 51,11 |
|        | Équipe des Sommets | Nathalie Charbonneau  | 22   | 48,89 |

| Partis | Partis             | Candidats conseiller #3 | Vote | %     |
| ------ | ------------------ | ----------------------- | ---- | ----- |
|        | Équipe des Sommets | Gilles Lévesque         | 58   | 79,45 |
|        | Indépendant        | Michel Labranche        | 15   | 20,55 |

| Partis | Partis             | Candidats district #4 | Vote            | %               |
| ------ | ------------------ | --------------------- | --------------- | --------------- |
|        | Équipe des Sommets | Marc-André Vallières  | Sans opposition | Sans opposition |

| Partis | Partis             | Candidats district #5 | Vote            | %               |
| ------ | ------------------ | --------------------- | --------------- | --------------- |
|        | Équipe des Sommets | Catherine Deblois     | Sans opposition | Sans opposition |

| Partis | Partis             | Candidats district #6 | Vote            | %               |
| ------ | ------------------ | --------------------- | --------------- | --------------- |
|        | Équipe des Sommets | Nathalie Bérubé       | Sans opposition | Sans opposition |

## Piopolis
|             | Élection (2017)                                                                                   | Dissolution (2021)                                                                               | Élection (2021)                                                                                 |
| Maire       | Peter Manning                                                                                     | Peter Manning                                                                                    | Peter Manning                                                                                   |
| Conseillers | Nil Longpré Nicole Charette Marie-Claire Thivierge Michel Benoit André St-Marseille France Dodier | Nil Longpré Nicole Charette Marie-Claire Thivierge Catherine Demange Sarah Carrier France Dodier | Mindy Giroux Nicole Charette Germain Grenier Catherine Demange Sarah Carrier Aucune candidature |

| Candidats pour la mairie | Vote            | %               |
| ------------------------ | --------------- | --------------- |
| Peter Manning (Sortant)  | Sans opposition | Sans opposition |

| Candidats conseiller #1 | Vote            | %               |
| ----------------------- | --------------- | --------------- |
| Mindy Giroux            | Sans opposition | Sans opposition |

| Candidats conseiller #2    | Vote            | %               |
| -------------------------- | --------------- | --------------- |
| Nicole Charette (Sortante) | Sans opposition | Sans opposition |

| Candidats conseiller #3 | Vote            | %               |
| ----------------------- | --------------- | --------------- |
| Germain Grenier         | Sans opposition | Sans opposition |

| Candidats conseiller #4      | Vote            | %               |
| ---------------------------- | --------------- | --------------- |
| Catherine Demange (Sortante) | Sans opposition | Sans opposition |

| Candidats conseiller #5  | Vote            | %               |
| ------------------------ | --------------- | --------------- |
| Sarah Carrier (Sortante) | Sans opposition | Sans opposition |

| Candidats conseiller #6 | Vote | % |
| ----------------------- | ---- | - |
| Aucune candidature      |      |   |

- Élection sans opposition de Paule Rochette au poste de conseillère #6 le 19 décembre 2021[14].

| Candidats conseiller #5 | Vote            | %               |
| ----------------------- | --------------- | --------------- |
| Paule Rochette          | Sans opposition | Sans opposition |
| Jacques Vezina          | Désistement     | Désistement     |

- Vacance du poste de conseiller #3 de Germain Grenier lors de la séance du 16 août 2022[15].

- Élection sans opposition de Steven Boulanger au poste de conseiller #3 le 24 septembre 2023[16].

| Candidats conseiller #3 | Vote            | %               |
| ----------------------- | --------------- | --------------- |
| Steven Boulanger        | Sans opposition | Sans opposition |

## Saint-Augustin-de-Woburn
|             | Élection (2017)                                                                         | Dissolution (2021)                                                           | Élection (2021)                                                                  |
| Maire       | Guy Brousseau                                                                           | Guy Brousseau                                                                | Guy Brousseau                                                                    |
| Conseillers | André Audet Chantal Audet Yves Cordeau Thérèse Fontaine Richard Boulanger Réjean Dumont | André Audet Chantal Audet Yves Cordeau Thérèse Fontaine Vacant Réjean Dumont | Mathieu Pépin Chantal Audet Robin Roy Nancy Faucher Katherine Fortin André Audet |

| Candidats pour la mairie | Vote            | %               |
| ------------------------ | --------------- | --------------- |
| Guy Brousseau (Sortant)  | Sans opposition | Sans opposition |

| Candidats conseiller #1 | Vote            | %               |
| ----------------------- | --------------- | --------------- |
| Mathieu Pépin           | Sans opposition | Sans opposition |

| Candidats conseiller #2  | Vote            | %               |
| ------------------------ | --------------- | --------------- |
| Chantal Audet (Sortante) | Sans opposition | Sans opposition |

| Candidats conseiller #3 | Vote            | %               |
| ----------------------- | --------------- | --------------- |
| Robin Roy               | Sans opposition | Sans opposition |

| Candidats conseiller #4 | Vote            | %               |
| ----------------------- | --------------- | --------------- |
| Nancy Faucher           | Sans opposition | Sans opposition |

| Candidats conseiller #5 | Vote            | %               |
| ----------------------- | --------------- | --------------- |
| Katherine Fortin        | Sans opposition | Sans opposition |

| Candidats conseiller #6 | Vote            | %               |
| ----------------------- | --------------- | --------------- |
| André Audet (Sortant)   | Sans opposition | Sans opposition |

## Saint-Ludger
|             | Élection (2017)                                                                                | Dissolution (2021) | Élection (2021)                                                                                    |
| Maire       | Bernard Therrien                                                                               | Bernard Therrien   | Denis Poulin                                                                                       |
| Conseillers | Bernard Rodrigue Denis Poulin Jean-Luc Boulanger Goderic Purcell Roger Nadeau Thérèse Lachance |                    | Frédéric Destrijker Carole Duplessis Solange Fillion Goderic Purcell Roger Nadeau Geneviève Maheux |

| Taux de participation :                | Taux de participation :                | Taux de participation :                | Taux de participation :                | Taux de participation :                | 56,9 % |
| Nombre de votes valides :              | Nombre de votes valides :              | Nombre de votes valides :              | Nombre de votes valides :              | Nombre de votes valides :              | 508    |
| Nombre de votes rejetées à la mairie : | Nombre de votes rejetées à la mairie : | Nombre de votes rejetées à la mairie : | Nombre de votes rejetées à la mairie : | Nombre de votes rejetées à la mairie : | 3      |
| Nombre d'électeurs inscrits :          | Nombre d'électeurs inscrits :          | Nombre d'électeurs inscrits :          | Nombre d'électeurs inscrits :          | Nombre d'électeurs inscrits :          | 898    |

| Candidats pour la mairie                | Vote | %     |
| --------------------------------------- | ---- | ----- |
| Denis Poulin (Sortant d'un autre poste) | 268  | 52,76 |
| Bernard Therrien (Sortant)              | 240  | 47,24 |

| Candidats conseiller #1    | Vote | %     |
| -------------------------- | ---- | ----- |
| Frédéric Destrijker        | 426  | 83,86 |
| Bernard Rodrigue (Sortant) | 82   | 16,14 |

| Candidats conseiller #2 | Vote            | %               |
| ----------------------- | --------------- | --------------- |
| Carole Duplessis        | Sans opposition | Sans opposition |

| Candidats conseiller #3      | Vote | %     |
| ---------------------------- | ---- | ----- |
| Solange Fillion              | 427  | 84,06 |
| Jean-Luc Boulanger (Sortant) | 61   | 12,01 |
| Daniel Landry                | 20   | 3,94  |

| Candidats conseiller #4   | Vote | %     |
| ------------------------- | ---- | ----- |
| Goderic Purcell (Sortant) | 271  | 53,35 |
| Suzanne Gauvin            | 237  | 46,65 |

| Candidats conseiller #5 | Vote            | %               |
| ----------------------- | --------------- | --------------- |
| Roger Nadeau (Sortant)  | Sans opposition | Sans opposition |

| Candidats conseiller #6     | Vote | %     |
| --------------------------- | ---- | ----- |
| Geneviève Maheux            | 379  | 74,90 |
| Thérèse Lachance (Sortante) | 127  | 25,10 |

- Décès de Goderic Purcell, conseiller #4, en janvier-février 2022[17].

- Élection de Sylvain Gagnon au poste de conseiller #4 le 1er mai 2022[18].

| Candidats conseiller #4 | Vote      | %     |
| ----------------------- | --------- | ----- |
| Sylvain Gagnon          | 145       | 60,42 |
| Bernard Therrien        | 95        | 39,58 |
| Bulletins rejetés       | 1         |       |
| Taux de participation   | 241 / 893 | 26,99 |

## Saint-Robert-Bellarmin
|             | Élection (2017)                                                                            | Dissolution (2021)                                                                        | Élection (2021)                                                                        |
| Maire       | Jeannot Lachance                                                                           | Jeannot Lachance                                                                          | Jeannot Lachance                                                                       |
| Conseillers | Christian Dumas Rock Vachon Francine Nadeau Denis Doyon Jean-Luc Nadeau Marcellin Lachance | Gilbert Gagné Robert Jolin Francine Nadeau Denis Doyon Jean-Luc Nadeau Marcellin Lachance | Gilbert Gagné Robert Jolin Daniel Gagné Denis Doyon Jean-Luc Nadeau Marcellin Lachance |

| Candidats pour la mairie   | Vote            | %               |
| -------------------------- | --------------- | --------------- |
| Jeannot Lachance (Sortant) | Sans opposition | Sans opposition |

| Candidats conseiller #1 | Vote            | %               |
| ----------------------- | --------------- | --------------- |
| Gilbert Gagné (Sortant) | Sans opposition | Sans opposition |

| Candidats conseiller #2 | Vote            | %               |
| ----------------------- | --------------- | --------------- |
| Robert Jolin (Sortant)  | Sans opposition | Sans opposition |

| Candidats conseiller #3 | Vote            | %               |
| ----------------------- | --------------- | --------------- |
| Daniel Gagné            | Sans opposition | Sans opposition |

| Candidats conseiller #4 | Vote            | %               |
| ----------------------- | --------------- | --------------- |
| Denis Doyon (Sortant)   | Sans opposition | Sans opposition |

| Candidats conseiller #5   | Vote            | %               |
| ------------------------- | --------------- | --------------- |
| Jean-Luc Nadeau (Sortant) | Sans opposition | Sans opposition |

| Candidats conseiller #6      | Vote            | %               |
| ---------------------------- | --------------- | --------------- |
| Marcellin Lachance (Sortant) | Sans opposition | Sans opposition |

## Saint-Romain
|             | Élection (2017)                                                                              | Dissolution (2021)                                                                              | Élection (2021)                                                                            |
| Maire       | Jean-Luc Fillion                                                                             | Jean-Luc Fillion                                                                                | Suzie Roy                                                                                  |
| Conseillers | Stéphanie Mercier Hélène Breton Gérard Jacques Claude Richard Émile Baillargeon André Tardif | Stéphanie Mercier Christian Isabel Gérard Jacques Claude Richard Émile Baillargeon André Tardif | Gino Isabel Francis Fillion Gérard Jacques Richard Labrecque Gilles Gendron Lucette Hallée |

| Taux de participation :                | Taux de participation :                | Taux de participation :                | Taux de participation :                | Taux de participation :                | 62,6 % |
| Nombre de votes valides :              | Nombre de votes valides :              | Nombre de votes valides :              | Nombre de votes valides :              | Nombre de votes valides :              | 423    |
| Nombre de votes rejetées à la mairie : | Nombre de votes rejetées à la mairie : | Nombre de votes rejetées à la mairie : | Nombre de votes rejetées à la mairie : | Nombre de votes rejetées à la mairie : | 3      |
| Nombre d'électeurs inscrits :          | Nombre d'électeurs inscrits :          | Nombre d'électeurs inscrits :          | Nombre d'électeurs inscrits :          | Nombre d'électeurs inscrits :          | 680    |

| Candidats pour la mairie                     | Vote | %     |
| -------------------------------------------- | ---- | ----- |
| Suzie Roy                                    | 281  | 66,43 |
| Isabel Christian (Sortante d'un autre poste) | 142  | 33,57 |

| Candidats conseiller #1 | Vote | %     |
| ----------------------- | ---- | ----- |
| Gino Isabel             | 206  | 50,24 |
| Rénald Rodrigue         | 204  | 49,76 |

| Candidats conseiller #2 | Vote            | %               |
| ----------------------- | --------------- | --------------- |
| Francis Fillion         | Sans opposition | Sans opposition |

| Candidats conseiller #3  | Vote | %     |
| ------------------------ | ---- | ----- |
| Gérard Jacques (Sortant) | 313  | 75,60 |
| Jonathan Isabel          | 101  | 24,40 |

| Candidats conseiller #4  | Vote | %     |
| ------------------------ | ---- | ----- |
| Richard Labrecque        | 317  | 76,39 |
| Claude Richard (Sortant) | 98   | 23,61 |

| Candidats conseiller #5       | Vote | %     |
| ----------------------------- | ---- | ----- |
| Gilles Gendron                | 270  | 65,38 |
| Émile Bailllargeon (Sortant') | 143  | 34,62 |

| Candidats conseiller #6 | Vote | %     |
| ----------------------- | ---- | ----- |
| Lucette Hallée          | 321  | 76,43 |
| Sacha Simoneau-Roy      | 99   | 23,57 |

- Démission de Francis Fillon, conseiller #2, le 12 septembre 2022[19].

- Élection de Gilles Isabel au poste de conseiller #2 le 4 décembre 2022[20].

| Candidats conseiller #2 | Vote | %     |
| ----------------------- | ---- | ----- |
| Gilles Isabel           | 80   | 52,63 |
| Émile Baillargeon       | 72   | 47,37 |

## Saint-Sébastien
|             | Élection (2017)                                                                                 | Dissolution (2021)                                                                              | Élection (2021)                                                                                 |
| Maire       | France Bisson                                                                                   | France Bisson                                                                                   | France Bisson                                                                                   |
| Conseillers | Francis Therrien George Sansfaçon Claudia Bolduc Nicolas Blouin Roland Bernard Philippe Jacques | Francis Therrien George Sansfaçon Claudia Bolduc Nicolas Blouin Roland Bernard Philippe Jacques | Francis Therrien Véronique Bélanger Claudia Bolduc Nicolas Blouin Yvan Paradis Philippe Jacques |

| Candidats pour la mairie | Vote            | %               |
| ------------------------ | --------------- | --------------- |
| France Bisson (Sortante) | Sans opposition | Sans opposition |

| Candidats conseiller #1    | Vote            | %               |
| -------------------------- | --------------- | --------------- |
| Francis Therrien (Sortant) | Sans opposition | Sans opposition |

| Candidats conseiller #2 | Vote            | %               |
| ----------------------- | --------------- | --------------- |
| Véronique Bélanger      | Sans opposition | Sans opposition |

| Candidats conseiller #3   | Vote            | %               |
| ------------------------- | --------------- | --------------- |
| Claudia Bolduc (Sortante) | Sans opposition | Sans opposition |

| Candidats conseiller #4  | Vote            | %               |
| ------------------------ | --------------- | --------------- |
| Nicolas Blouin (Sortant) | Sans opposition | Sans opposition |

| Candidats conseiller #5 | Vote            | %               |
| ----------------------- | --------------- | --------------- |
| Yvan Paradis            | Sans opposition | Sans opposition |

| Candidats conseiller #6    | Vote            | %               |
| -------------------------- | --------------- | --------------- |
| Philippe Jacques (Sortant) | Sans opposition | Sans opposition |

## Sainte-Cécile-de-Whitton
|             | Élection (2017)                                                                                            | Dissolution (2021)                                                                                         | Élection (2021)                                                                                             |
| Maire       | Diane Turgeon                                                                                              | Diane Turgeon                                                                                              | Pierre Dumas                                                                                                |
| Conseillers | Jean-François Boulet Jean-Guy Lapierre Claude Grenier Estelle Larouche François Boulanger Charles Gosselin | Jean-François Boulet Jean-Guy Lapierre Pierre Dumas Réal Gosselin François Boulanger Jean-Philippe Bernier | Jean-François Boulet Jean-Guy Lapierre Jean-Philippe Bernier Réal Gosselin François Boulanger Yvan Rodrigue |

| Taux de participation :                | Taux de participation :                | Taux de participation :                | Taux de participation :                | Taux de participation :                | 49,8 % |
| Nombre de votes valides :              | Nombre de votes valides :              | Nombre de votes valides :              | Nombre de votes valides :              | Nombre de votes valides :              | 350    |
| Nombre de votes rejetées à la mairie : | Nombre de votes rejetées à la mairie : | Nombre de votes rejetées à la mairie : | Nombre de votes rejetées à la mairie : | Nombre de votes rejetées à la mairie : | 4      |
| Nombre d'électeurs inscrits :          | Nombre d'électeurs inscrits :          | Nombre d'électeurs inscrits :          | Nombre d'électeurs inscrits :          | Nombre d'électeurs inscrits :          | 711    |

| Candidats pour la mairie                | Vote | %     |
| --------------------------------------- | ---- | ----- |
| Pierre Dumas (Sortant d'un autre poste) | 208  | 59,43 |
| Danny Dupuis                            | 142  | 40,57 |

| Candidats conseiller #1        | Vote            | %               |
| ------------------------------ | --------------- | --------------- |
| Jean-François Boulet (Sortant) | Sans opposition | Sans opposition |

| Candidats conseiller #2     | Vote            | %               |
| --------------------------- | --------------- | --------------- |
| Jean-Guy Lapierre (Sortant) | Sans opposition | Sans opposition |

| Candidats conseiller #3                          | Vote            | %               |
| ------------------------------------------------ | --------------- | --------------- |
| Jean-Philippe Bernier (Sortant d'un autre poste) | Sans opposition | Sans opposition |

| Candidats conseiller #4  | Vote            | %               |
| ------------------------ | --------------- | --------------- |
| Réal Gosselin (Sortante) | Sans opposition | Sans opposition |

| Candidats conseiller #5      | Vote            | %               |
| ---------------------------- | --------------- | --------------- |
| François Boulanger (Sortant) | Sans opposition | Sans opposition |

| Candidats conseiller #6 | Vote            | %               |
| ----------------------- | --------------- | --------------- |
| Yvan Rodrigue           | Sans opposition | Sans opposition |

## Stornoway
|             | Élection (2017)                                                                                | Dissolution (2021)                                                                            | Élection (2021)                                                                               |
| Maire       | Mario Lachance                                                                                 | Mario Lachance                                                                                | Martine Brouard                                                                               |
| Conseillers | Marie-Ange Richard Rénald Béliveau Valérie Bolduc Réal Cameron Réjean Boulanger Rachelle Audet | Linda B. Bouffard Rénald Béliveau Valérie Bolduc Réal Cameron Réjean Boulanger Rachelle Audet | Linda B. Bouffard Rénald Béliveau Richard Boivin Réal Cameron Réjean Boulanger Rachelle Audet |

| Candidats pour la mairie | Vote            | %               |
| ------------------------ | --------------- | --------------- |
| Martine Brouard          | Sans opposition | Sans opposition |

| Candidats conseiller #1  | Vote            | %               |
| ------------------------ | --------------- | --------------- |
| Linda Bouchard (Sortant) | Sans opposition | Sans opposition |

| Candidats conseiller #2   | Vote            | %               |
| ------------------------- | --------------- | --------------- |
| Rénald Béliveau (Sortant) | Sans opposition | Sans opposition |

| Candidats conseiller #3 | Vote            | %               |
| ----------------------- | --------------- | --------------- |
| Richard Boivin          | Sans opposition | Sans opposition |

| Candidats conseiller #4 | Vote            | %               |
| ----------------------- | --------------- | --------------- |
| Réal Cameron (Sortant)  | Sans opposition | Sans opposition |

| Candidats conseiller #5    | Vote            | %               |
| -------------------------- | --------------- | --------------- |
| Réjean Boulanger (Sortant) | Sans opposition | Sans opposition |

| Candidats conseiller #6   | Vote            | %               |
| ------------------------- | --------------- | --------------- |
| Rachelle Audet (Sortante) | Sans opposition | Sans opposition |

## Stratford
|             | Élection (2017)                                                                         | Dissolution (2021)                                                                      | Élection (2021)                                                                             |
| Maire       | Denis Lalumière                                                                         | Denis Lalumière                                                                         | Denyse Blanchet                                                                             |
| Conseillers | Isabelle Couture André Therrien Richard Picard Julie Lamontagne Gaétan Côté Marc Cantin | Isabelle Couture André Therrien Richard Picard Julie Lamontagne Gaétan Côté Marc Cantin | Jean Thifault André Therrien Richard Picard Julie Lamontagne Jocelyn Plante Nathalie Gareau |

| Candidats pour la mairie | Vote            | %               |
| ------------------------ | --------------- | --------------- |
| Denyse Blanchet          | Sans opposition | Sans opposition |

| Candidats conseiller #1 | Vote            | %               |
| ----------------------- | --------------- | --------------- |
| Jean Thifault           | Sans opposition | Sans opposition |

| Candidats conseiller #2  | Vote            | %               |
| ------------------------ | --------------- | --------------- |
| André Therrien (Sortant) | Sans opposition | Sans opposition |

| Candidats conseiller #3  | Vote            | %               |
| ------------------------ | --------------- | --------------- |
| Richard Picard (Sortant) | Sans opposition | Sans opposition |

| Candidats conseiller #4     | Vote            | %               |
| --------------------------- | --------------- | --------------- |
| Julie Lamontagne (Sortante) | Sans opposition | Sans opposition |

| Candidats conseiller #5 | Vote            | %               |
| ----------------------- | --------------- | --------------- |
| Jocelyn Plante          | Sans opposition | Sans opposition |

| Candidats conseiller #6 | Vote            | %               |
| ----------------------- | --------------- | --------------- |
| Natalie Gareau          | Sans opposition | Sans opposition |

- Démission de Jocelyn Thifault, conseiller #1, annoncée lors de la séance du 13 février 2023[21].

- Démission de Julie Lamontagne, conseillère #4, le 23 mars 2023[22].

- Élection de Daniel Morin au poste de conseiller #1 le 7 mai 2023[23].

| Candidats conseiller #1 | Vote        | %     |
| ----------------------- | ----------- | ----- |
| Daniel Morin            | 88          | 40,00 |
| Jean-François Gosselin  | 86          | 39,09 |
| Paul Fortin             | 46          | 20,91 |
| Bulletins rejetés       | 3           |       |
| Taux de participation   | 223 / 1 098 | 20,31 |

- Élection d'Onil Bergeron au poste de conseiller #4 le 9 juillet 2023[24].

| Candidats conseiller #1 | Vote        | %     |
| ----------------------- | ----------- | ----- |
| Onil Bergeron           | 206         | 67,99 |
| Jean-François Gosselin  | 66          | 21,78 |
| Nathalie Circé          | 25          | 8,25  |
| Paul Fortin             | 6           | 1,98  |
| Bulletins rejetés       | 0           |       |
| Taux de participation   | 303 / 1 098 | 27,42 |

## Val-Racine
|             | Élection (2017)                                                                              | Dissolution (2021)                                                                 | Élection (2021)                                                                                  |
| Maire       | Pierre Brosseau                                                                              | Pierre Brosseau                                                                    | Pierre Brosseau                                                                                  |
| Conseillers | Fannie Lecours Angèle Rivest Serge Delongchamp Tania Janowski Adrien Blouin Sylvain Bergeron | Jean Légaré Angèle Rivest Serge Delongchamp Tania Janowski Vacant Sylvain Bergeron | Jean Légaré Geneviève Beaulieu Serge Delongchamp Frédérique Vachon Éric Morency Sylvain Bergeron |

| Candidats pour la mairie  | Vote            | %               |
| ------------------------- | --------------- | --------------- |
| Pierre Brosseau (Sortant) | Sans opposition | Sans opposition |

| Candidats conseiller #1 | Vote            | %               |
| ----------------------- | --------------- | --------------- |
| Jean Légaré (Sortant)   | Sans opposition | Sans opposition |

| Candidats conseiller #2 | Vote            | %               |
| ----------------------- | --------------- | --------------- |
| Geneviève Beaulieu      | Sans opposition | Sans opposition |

| Candidats conseiller #3     | Vote            | %               |
| --------------------------- | --------------- | --------------- |
| Serge Delongchamp (Sortant) | Sans opposition | Sans opposition |

| Candidats conseiller #4 | Vote | %     |
| ----------------------- | ---- | ----- |
| Frédérique Vachon       | 72   | 75,00 |
| Clément Chaput          | 24   | 25,00 |

| Candidats conseiller #5 | Vote            | %               |
| ----------------------- | --------------- | --------------- |
| Éric Morency            | Sans opposition | Sans opposition |

| Candidats conseiller #6    | Vote            | %               |
| -------------------------- | --------------- | --------------- |
| Sylvain Bergeron (Sortant) | Sans opposition | Sans opposition |

- Démission de Jean Légaré, conseiller #1, annoncé lors de la séance du 17 janvier 2023[25].

- Élection sans opposition de Doris Rousseau au poste de conseiller #1 le 2 avril 2023[26].

| Candidats conseiller #1 | Vote            | %               |
| ----------------------- | --------------- | --------------- |
| Doris Rousseau          | Sans opposition | Sans opposition |